# Louisa Hanoune
Louisa Hanoune (ur. 7 kwietnia 1954 w Dżidżili) – algierska polityk, przewodnicząca Partii Robotników (PT, Parti des Travailleurs), działaczka na rzecz praw kobiet i praw człowieka.

## Życiorys
Louisa Hanoune urodziła się w 1954 w rodzinie ubogich, górskich rolników. W czasie wojny algierskiej jej dom rodzinny został zbombardowany przez francuską armię, a rodzina musiała uciekać do miasta Annaba. Po uzyskaniu przez Algierię niepodległości w 1962, Hanoune była pierwszą kobietą w swojej rodzinie, która rozpoczęła edukację. Po ukończeniu szkoły, rozpoczęła wbrew woli ojca studia prawnicze na Uniwersytecie w Annabie.
W latach 80. XX w. Hanoune rozpoczęła aktywność polityczną. Wstąpiła do podziemnej Organizacji Socjalistycznych Robotników (OST, Organisation Socialiste des Travailleurs), gdyż w kraju zakazana była działalność partii politycznych. Za swoją działalność, w grudniu 1983 została aresztowana na sześć miesięcy. Po wyjściu z więzienia w maju 1984, została sekretarzem generalnym Stowarzyszenia na rzecz Równości oraz założycielką Algierskiej Ligi Praw Człowieka. W 1988 została ponownie aresztowana, po demonstracjach z października tamtego roku.
Po wprowadzeniu w Algierii systemu wielopartyjnego w 1989, Louisa Hanoune założyła trockistowską Partię Robotników (PT). Po wybuchu wojny domowej w Algierii, sprzeciwiała się polityce rządu i unieważnieniu wyborów parlamentarnych z 1991. W styczniu 1995 podpisała Platformę Rzymską, porozumienie zawarte przez algierskie partie opozycyjne, domagające się natychmiastowego zakończenia walk, przywrócenia demokracji i zbadania przypadków naruszeń praw człowieka.
W wyborach parlamentarnych w 1997 Hanoune zdobyła mandat deputowanej, jeden z czterech zdobyty przez jej partię. W wyborach w 2002 Partia Robotników zdobyła już 21 mandatów, a w 2007 26 miejsc w parlamencie. 8 kwietnia 2004 Louisa Hanoune jako pierwsza kobieta w Algierii i w całym świecie arabskim, wzięła udział w wyborach prezydenckich. Zajęła w nich 5. miejsce z wynikiem 101 tysięcy głosów poparcia (1% głosów).
Hanoune wzięła udział w wyborach prezydenckich w Algierii 9 kwietnia 2009. Zdobyła w nich 4,22% głosów poparcia. Wybory wygrał urzędujący prezydent Abdelaziz Buteflika.